# Toa Airways
Toa Airways (東亜航空, Tōa Kōkū) fue una aerolínea japonesa y predecesora de Japan Air System. Fundada el 30 de noviembre de 1953,se fusionó con Japan Domestic Airlines el 15 de mayo de 1971 para formar Toa Domestic Airlines, que luego se convirtió en Japan Air System.

## Flota

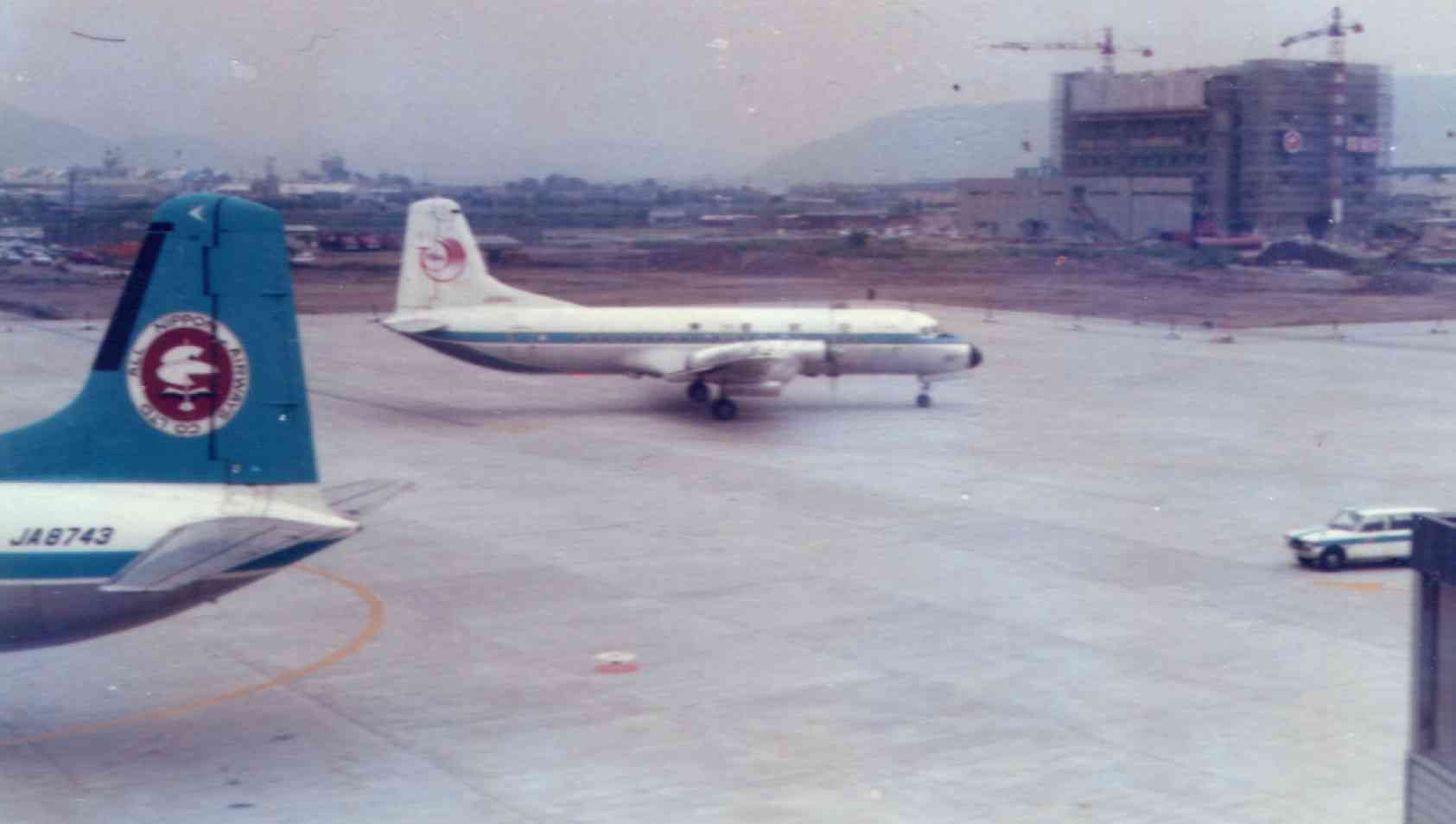
Un NAMC YS-11 de Toa Airways en el Aeropuerto Internacional de Osaka, Japón en 1971.

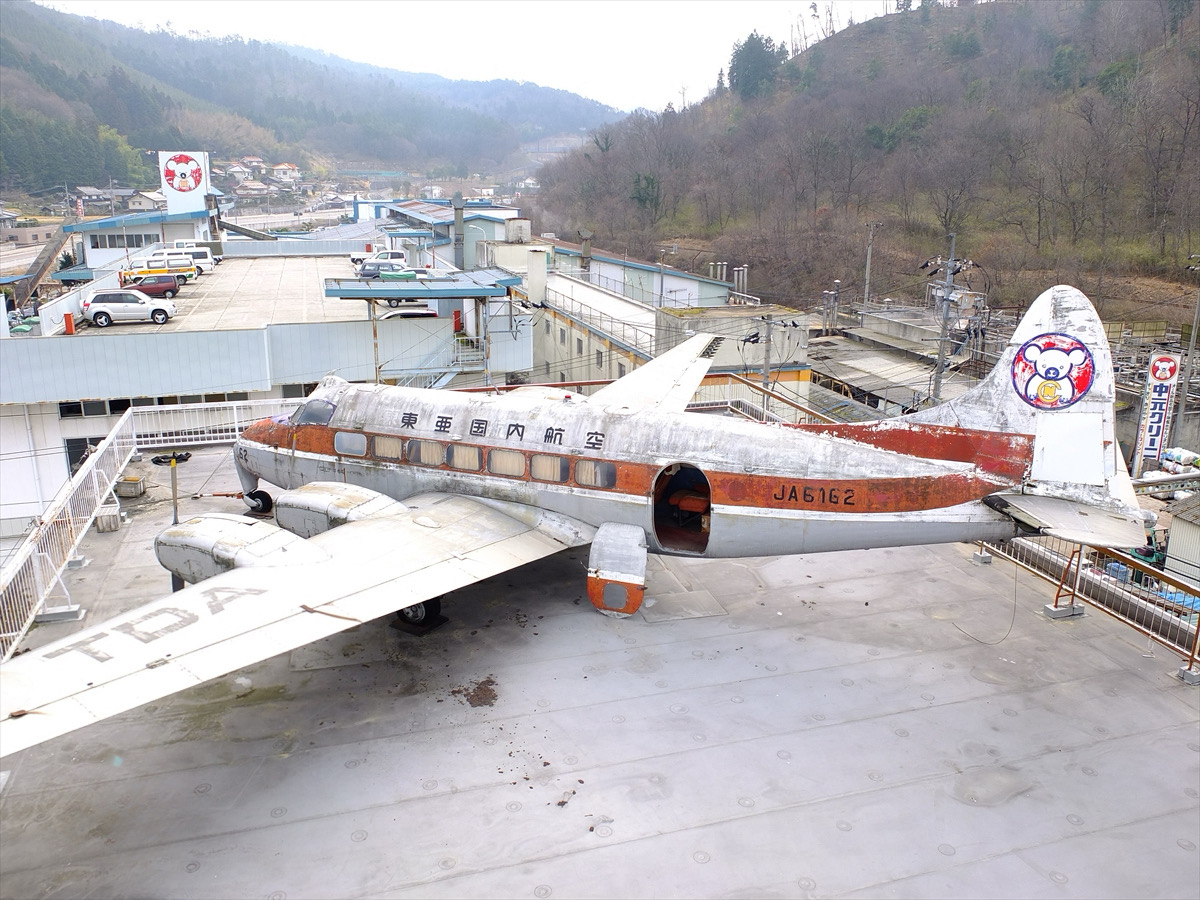
Antiguo DH114 de Toa Airways conservado en Hiroshima como cartel publicitario

Durante sus operaciones, Toa Airways operó los siguientes tipos:
- de Havilland Dove
- de Havilland Heron
- Familia Convair CV-240
- Beechcraft Model 18
- Beechcraft Twin Bonanza
- NAMC YS-11
- Cessna 170

## Accidentes e incidentes
- Vuelo 63 de Toa — Un NAMC YS-11A-217 se estrelló en ruta desde el Aeropuerto de Chitose cerca de Sapporo, Japón al Aeropuerto de Hakodate.  Después de llegar al espacio aéreo de Hakodate, el avión estaba descendiendo por debajo de los 1.800 metros cuando se estrelló contra la cara sur de Yokotsudake (montaña Yokotsu). Los 64 pasajeros y cuatro tripulantes a bordo fallecieron. Se determinó que la causa del accidente fue un error del piloto provocado por fuertes vientos que desviaron el avión de su rumbo.[3]